# Paul Piaget
Pour les articles homonymes, voir Piaget.
Paul Piaget, né en 1905 et mort à une date inconnue, est un rameur d'aviron suisse.

## Palmarès

### Jeux olympiques
- Anvers 1920
  -  Médaille de bronze en deux barré.

### Championnats d'Europe
- Championnats d'Europe d'aviron de 1920
  -  Médaille d'argent[1]